# 晋冀鲁豫军区西达兵工厂旧址
晋冀鲁豫军区西达兵工厂旧址，位于中国河北省邯郸市西达村，为邯郸市涉县的一个省级文物保护单位，类型为近现代文物，公布时间为1982年7月23日。
晋冀鲁豫军区西达兵工厂旧址的历史年代为1945年。